# Chukchansi Park
Chukchansi Park, vroeger het Grizzlies Stadium, is een honkbalstadion in het centrum (downtown) van de Amerikaanse stad Fresno in de staat Californië. Het is eigendom van de stad Fresno en het wordt sinds de opening in 2002 bespeeld door het honkbalteam van de Fresno Grizzlies, die in de Pacific Coast League uitkomen. Het stadion biedt plaats aan 12.500 toeschouwers en kostte zo'n 46 miljoen dollar.
De rechten van de naam zijn in handen van het Chukchansi Gold Resort & Casino, dat deze heeft gekocht voor een periode van 15 jaar tegen een prijs van enkele miljoenen dollars. Het casino wordt beheerd door een stam van Yokuts-indianen, de Picayune Rancheria of Chukchansi Indians.

## Ontwerp
Het stadion is ontworpen door het architectenbureau Populous (vroeger onder de naam HOK Sport), dat onder meer Oriole Park at Camden Yards in Baltimore en AT&T Park in San Francisco heeft ontworpen. Het linksveld heeft een lengte van 99 m, het centraalveld 123 m en het rechtsveld 102 m.

## Gebruik
Naast honkbal wordt het veld gebruikt voor muziek- en motorcrossevenementen en voetbal; sinds 2007 heeft de voetbalclub Fresno Fuego, die in de USL Premier Development League uitkomt, Chukchansi Park als thuisbasis.